# لاتره
لاتره (به لاتین: Laatre) یک منطقهٔ مسکونی در استونی است که در دهستان والگا واقع شده‌است. لاتره ۲٫۰۲۴ کیلومتر مربع مساحت و ۲۳۸ نفر جمعیت دارد.